# (5153) Gierasch
(5153) Gierasch ist ein Asteroid des Hauptgürtels, der am 9. April 1940 vom finnischen Astronomen Yrjö Väisälä in Turku entdeckt wurde.
Der Asteroid wurde am 6. November 2014 nach dem US-amerikanischen Astronomen Peter J. Gierasch (* 1940) benannt.